# أندرياس نيك
أندرياس نيك هو سياسي ألماني، ولد في 26 أبريل 1967 في كوبلنتس في ألمانيا. نشط حزبياً في الاتحاد الديمقراطي المسيحي. وقد انتخب ممثل الجمعية البرلمانية لمجلس أوروبا ‏ لترشحه ضمن قائمة ألمانيا، (22 يناير 2018 – ) وفي الانتخابات الفيدرالية الألمانية 2017، انتخب عضو في البوندستاغ الألماني عن دائرة Montabaur (electoral district) ‏ وقد انضم خلال البوندستاغ الألماني التاسع عشر (24 أكتوبر 2017 – ) للكتلة البرلمانية الكتلة البرلمانية لائتلاف الاتحاد الديمقراطي المسيحي / الاتحاد الاجتماعي المسيحي في البوندستاغ ‏ وانتخب عضو في البوندستاغ الألماني خلال فترته النيابية ‏ (22 أكتوبر 2013 – 24 أكتوبر 2017).

## وصلات خارجية
- الموقع الرسمي